# Piero Calamai
Piero Calamai, italijanski pomorščak, mornar, častnik in kapitan, * 25. december 1897, Genova, † 7. april 1972, Genova
Calamai je bil kapitan italijanske linijske ladje SS Andrea Doria, ko je ta potonila julija 1956 po trku s švedsko ladjo MS Stockholm.

## Življenje in kariera
Calamai se je rodil v mornariški družini. Njegov mlajši brat Marco je napredoval v nadvojnega admirala v italijanski vojni mornarici in imel tudi poveljstvo nad italijansko mornariško akademijo, preden je leta 1957 umrl na morju. Njegov oče Orestes je ustanovil prvo mornarsko revijo v Italiji z naslovom La Marina Mercantile (Merchant Navy).
Calamai je svojo pomorsko kariero začel julija 1916, služboval je kot poveljnik v kraljevi italijanski mornarici. Med hrabrostjo je bil odlikovan s srebrno medaljo vojaške hrabrosti med prvo svetovno vojno in je sodeloval tudi v drugi svetovni vojni, kot nadporočnik ter si prislužil drugo srebrno medaljo vojaške hrabrosti.
Po drugi svetovni vojni se je Calamai vrnil v italijansko pomorsko družbo Ruolo Organico della Italia - Società di Navigazione (Društvo navigatorjev). Dobil je status častnika in na koncu poveljeval 27 ladjam. Premeščen je bil vodilni ladji SS Andrea Doria, na kateri je poveljeval, ko je julija 1956 potonila v Atlantskem Oceanu, po trku s švedsko ladjo MS Stockholm. Po potopu ladje Andrea Doria se je Calamai upokojil in celo rekel enemu od svojih prijateljev: "Še preden sem ljubil morje. Zdaj ga sovražim." 